# Illeta de Cala Salada
Illeta de Cala Salada este o arie protejată (arie de protecție specială avifaunistică — SPA) din Spania întinsă pe o suprafață de 0,69 ha, integral pe uscat.

## Localizare
Centrul sitului Illeta de Cala Salada este situat la coordonatele 39°00′40″N 1°17′36″E / 39.0111°N 1.2932°E.

## Înființare
Situl Illeta de Cala Salada a fost declarat arie de protecție specială avifaunistică în ianuarie 2019 pentru a proteja 1 specie de animale.

## Biodiversitate
Situată în ecoregiunea mediteraneană, aria protejată nu include niciun habitat protejat.
La baza desemnării sitului se află o specie protejată de  păsări: Larus audouinii.